# Praina
Praina là một chi bướm đêm thuộc họ Noctuidae.